# Платное телевидение
Пла́тное телеви́дение — телевизионные каналы и услуги, за пользование которыми взимается плата.
В англоязычной терминологии понятие «платное телевидение» (англ. pay television) означает телевидение по подписке (систему, при которой за возможность смотреть тот или иной телеканал или группу телеканалов взимается регулярная абонентская плата) и не включает систему pay-per-view (при которой оплачивается просмотр отдельной телетрансляции, например, фильма).
Платные (подписные) телеканалы могут финансироваться за счёт абонентской платы как полностью, так и частично. В частности, в Австралии абонентская плата является главной статьёй доходов, а остальная, не такая большая, часть выручки поступает от показа рекламы.

## История
В США платное телевидение появилось в 1973 году. В Западной Европе стало распространено с середины 1980-х годов.
В России первым платным телевидением было «Космос ТВ». Компания была образована в 1991 году как российско-американское совместное предприятие. Сначала компания «Космос ТВ» просто ретранслировала иностранные спутниковые телеканалы, потом создала свой собственный киноканал.
По данным консалтингового агентства J’son and Partners Consulting ближе к концу 2015 года 72% российских телезрителей смотрят платное телевидение. Самый популярный жанр каналов в платном сегменте — кино/сериальные, на втором и третьем местах детские и познавательные.

## Типы платного телевидения
- Кабельное телевидение
- Спутниковое телевидение
- Интернет-телевидение